# 卓志ぃぃeeeee!
『卓志ぃぃeeeee！』（たくしぃぃぃぃぃぃぃ！）は、2018年12月7日からYouTube・Twitchで配信されているネット配信番組。

## 概要
有吉弘行の冠番組であり、田中もレギュラー出演する『有吉ぃぃeeeee!そうだ!今からお前んチでゲームしない?』のスピンオフ番組である。
有吉ぃぃeeeee初回放送時、タイトルコール直後の有吉が、
「有吉ぃぃeeeeeとは言ったけど、卓志ぃぃeeeeeでもあるし、タカトシぃぃeeeeeでもあるし、みんなで背負っていくんですよ。」
と発言したことが発端と考えられる。
初期は『有吉ぃぃeeeee!』収録予定ゲームの練習の様子を主に配信していたが、「STAGE:0」開催発表以降は関連した情報の紹介や「STAGE:0」採用ゲームの配信も行なっている。
配信は不定期に行われ、当日や前日などに『有吉ぃぃeeeee!』公式Twitterにて告知される。ライブ配信終了後は基本的にアーカイブで見返す事が可能だが、日向坂46ゲスト回などアーカイブに残されない回もある。
2021年8月、番組初のイベントととして、「テレビ東京夏フェス2021 『有吉ぃぃeeeee！プレゼンツ 卓志ぃぃeeeee！オンラインイベント』」の開催が決定された。8月28日 18:30開場、19:00開演を予定し、本編終了後にも9月4日 23:59まではアーカイブ配信も行う予定。

## 出演者

### MC
- 田中卓志

## 放送リスト

### 2018年
| 配信日  | タイトル | ゲーム                             | ゲスト | 備考 |
| ------- | --- | ---------------------------------- | ------ | ---- |
| 12月7日 | 【＃０】卓志ぃぃeeeee！アンガールズ田中の『スマブラSP』初プレイ・初生配信SP「有吉ぃぃeeeee！（配信オリジナル）」 | 大乱闘スマッシュブラザーズ SPECIAL |        |      |

### 2019年
| 配信日   | タイトル | ゲーム                                                                | ゲスト                                                 | 備考     |
| -------- | --- | --------------------------------------------------------------------- | ------------------------------------------------------ | -------- |
| 1月10日  | 【♯１前半】アンガ田中がガチでやり込む！スマブラSP「有吉ぃぃeeeee！（配信オリジナル）」                                                            | 大乱闘スマッシュブラザーズ SPECIAL                                    |                                                        |          |
| 1月26日  | 【ストV・伝説回】アンガ田中が一般人を連続スクリューパイルドライバー！ザンギエフ祭り【卓志ぃぃeeeee！♯２/有吉ぃぃeeeee！】Street FighterV          | ストリートファイターV                                                 |                                                        |          |
| 1月28日  | 【スプラ・芸能界最強が降臨】アンガ田中と裏切りマンキーコングがコラボ…さらに山の神まで来ちゃったSP【卓志ぃぃeeeee！♯３】Splatoon                   | スプラトゥーン2                                                       | 裏切りマンキーコング・山の神                           |          |
| 2月13日  | 【スマブラ・芸能人最強決定戦】金爆・歌広場が殴り込み…アンガ田中とガチ乱闘…！勝ったのはどっちだ！？【卓志ぃぃeeeee！＃４/有吉ぃぃeeeee！公式】     | 大乱闘スマッシュブラザーズ SPECIAL                                    | 歌広場                                                 |          |
| 3月2日   | 【スプラ&スマブラ】アンガ田中が視聴者と大喧嘩…！ガチ塗り合い&大乱闘SP【卓志ぃぃeeeee！♯５/有吉ぃぃeeeee！公式】Splatoon                           | スプラトゥーン2 / 大乱闘スマッシュブラザーズ SPECIAL                  |                                                        |          |
| 3月30日  | 【フォートナイト初見】アンガ田中がいきなりビクロイ目指してみる🎮【Fortnite/卓志ぃぃeeeee！】                                                      | フォートナイト                                                        | ムラムラタムラ                                         |          |
| 4月17日  | 【フォートナイト神回】アンガ田中がCRのだるまいずごっど&リテイルローのおじさんとビクロイ目指す🎮【Fortnite/卓志ぃぃeeeee！】                       | フォートナイト                                                        | リテイルローのおじさん                                 |          |
| 4月19日  | 🐰＃1【有吉ぃぃeeeee！の女子AD】ゲーム&スイーツこっそり配信【クラッシュロワイヤル🎮】                                                             | クラッシュ・ロワイヤル                                                |                                                        | AD城谷MC |
| 4月26日  | ＃２【有吉ぃぃeeeee！の女子AD】ゲーム&スイーツこっっっそり配信【クラッシュロワイヤル🎮】                                                          | クラッシュ・ロワイヤル                                                |                                                        | AD城谷MC |
| 5月5日   | 【村一番の力持ちが再来】タカトシのタカが実況生配信に初挑戦！？！【マリオテニスエース/タカぁぁaaaaa！】                                            | マリオテニスエース                                                    | Atsushi                                                | タカMC   |
| 5月9日   | 【卓志ぃぃeeeee！】アンガ田中のLoL初挑戦にケイン・コスギが助っ人で参戦…！？！？全国高校生eスポーツ大会にはまさかのエントリー数が…？               | League of Legends                                                     | ケイン・コスギ                                         |          |
| 5月15日  | 【卓志ぃぃeeeee！】緊急生配信！全国高校生eスポーツ大会「STAGE:0」のLoLトーナメント抽選会（フォートナイトもやるよ！）                              | フォートナイト                                                        |                                                        |          |
| 5月23日  | 【卓志ぃぃeeeee！】今夜はとことんデュオでビクロイ目指す！ Guest：リテイルローのおじさん Duo：Crazy Raccoon フランシスコ【フォートナイト】         | フォートナイト                                                        | リテイルローのおじさん                                 |          |
| 5月29日  | 【卓志ぃぃeeeee！】ついにみちょぱ降臨＆田中大爆発祭りSP！STAGE:0最新情報も！【フォートナイト】                                                    | フォートナイト                                                        | 池田美優                                               |          |
| 6月5日   | 【卓志ぃぃeeeee！】アンガ田中が日向坂46と「フォートナイト」実況プレイ！                                                                           | フォートナイト                                                        | 佐々木久美・金村美玖                                   | 非公開   |
| 6月11日  | 【卓志ぃぃeeeee！】日向坂46 金村美玖＆渡邉美穂、アンガ田中と『フォートナイト』実況プレイ！                                                        | フォートナイト                                                        | 金村美玖・渡邉美穂                                     | 非公開   |
| 6月19日  | 【卓志ぃぃeeeee！】スプラ２をアンガ田中が大特訓SP【スプラトゥーン２】                                                                             | スプラトゥーン2                                                       |                                                        |          |
| 6月27日  | 🔥【卓志ぃぃeeeee！】今日はみちょぱとフォートナイトです！みちょぱ！見せつけてくれ！                                                               | フォートナイト                                                        | 池田美優                                               |          |
| 7月4日   | 🔥【卓志ぃぃeeeee！】クラロワこんばんは！卓志ぃぃ初のモバイルゲームに挑戦！【クラッシュ・ロワイヤル】/ゲスト：ドズル                              | クラッシュ・ロワイヤル                                                | ドズル                                                 |          |
| 7月9日   | 🔥【卓志ぃぃeeeee！】緊急特訓！アンガ田中のマリオメーカー２初挑戦！！【スーパーマリオメーカー２】                                                 | スーパーマリオメーカー2                                               |                                                        |          |
| 7月17日  | 【卓志ぃぃeeeee!】今夜もフォートナイトで遊ばナイト！ステージ0のオンライン予選突破校も発表します！必見！【Duo：AD城谷】                            | フォートナイト                                                        |                                                        |          |
| 7月23日  | 🔥【卓志ぃぃeeeee!】アンガ田中と日向坂46がマジでやり込むリーグ・オブ・レジェンド入門講座！【ゲスト：日向坂46、katsudion】                         | League of Legends                                                     | 丹生明里、松田好花、katsudion                          |          |
| 7月29日  | 【卓志ぃぃeeeee!】有吉ぃぃ8月19日収録のゲームタイトル大発表！SP【クラッシュ・ロワイヤル/東京2020オリンピック The Official Video Game™】Duo:AD城谷 | 東京2020オリンピック The Official Video Game / クラッシュ・ロワイヤル |                                                        |          |
| 8月7日   | 🔥【卓志ぃぃeeeee!】ビシバシお願いします！今夜はケイン先生とLoL&クラロワ ！STAGE:0 ファイナルステージ 直前SP！【ゲスト：ケイン・コスギ】          | League of Legends / クラッシュ・ロワイヤル                            | ケイン・コスギ                                         |          |
| 8月28日  | 【有吉ぃぃeeeee！】ゲスト・手島優による緊急生配信！マリオメーカー２のコース作ります！！【スーパーマリオメーカー２】                               | スーパーマリオメーカー2                                               | 手島優                                                 | AD城谷MC |
| 8月30日  | 【卓志ぃぃeeeee！】大感謝祭！アンガ田中のマリオメーカー２！視聴者コースをプレイし尽くします！【スーパーマリオメーカー２】                         | スーパーマリオメーカー2                                               |                                                        |          |
| 10月4日  | 【卓志ぃぃeeeee！】緊急配信！11月1日発売予定の「マリオ＆ソニック」を一足お先にアンガ田中がプレイ！【マリオ&ソニック AT 東京2020オリンピック™️】   | マリオ&ソニック AT 東京2020オリンピック™️                             |                                                        |          |
| 10月24日 | 【卓志ぃぃeeeee！】アンガールズ田中がオーバーウォッチに参戦～！【オーバーウォッチ】                                                               | オーバーウォッチ                                                      |                                                        |          |
| 11月12日 | 【卓志ぃぃeeeee！】アンガールズ田中と三四郎と青春高校３年C組がスマブラで大乱闘しますよSP【スマブラSPECIAL】                                       | 大乱闘スマッシュブラザーズ SPECIAL                                    | 三四郎、青春高校3年C組(日比野芽奈、持田優奈、西村瑠香) |          |
| 12月6日  | 【出張卓志ぃぃeeeee!?】無理ゲークリアでジュマンジぃぃeeeee!【アンガ田中さんのお仕事】                                                             |                                                                       |                                                        |          |
| 12月19日 | 【有吉ぃぃeeeee！への道】青春高校 日比野芽奈がフォートナイト！ガチでビクロイしなきゃSP【フォートナイト】                                          | フォートナイト                                                        | 日比野芽奈(青春高校3年C組アイドル部)                   |          |
| 12月22日 | 【卓志ぃぃeeeee！】ロケ前日に緊急特訓！アンガ田中がゲストと一緒に５ヶ月ぶりのフォトナ挑戦SP！【フォートナイト】                                   | フォートナイト                                                        | 日比野芽奈、ムラムラタムラ、茂出木浩司(たいめいけん)   |          |

### 2020年
| 配信日  | タイトル | ゲーム                 | ゲスト                                               | 備考 |
| ------- | --- | ---------------------- | ---------------------------------------------------- | ---- |
| 2月23日 | 【卓志ぃぃeeeee！】１年練習してパワーアップしたアンガ田中のクラロワお披露目会【クラッシュ・ロワイヤル】                          | クラッシュ・ロワイヤル | ドズル                                               |      |
| 3月14日 | 【スプラ神回】GG BOYZ乱入＆縛りプレイで大苦戦【卓志ぃぃeeeee】                                                                   | スプラトゥーン2        | 高田秋、GG BOYZ                                      |      |
| 2月23日 | 【卓志ぃぃeeeee！】１年練習してパワーアップしたアンガ田中のクラロワお披露目会【クラッシュ・ロワイヤル】                          | クラッシュ・ロワイヤル | ドズル                                               |      |
| 4月21日 | 【フォトナ生配信を再編集】アンガ田中が茂出木シェフ・日比野ちゃん・ムラムラタムラの面白メンバーでビクロイ目指す【卓志ぃぃeeeee!】 | フォートナイト         | 日比野芽奈、ムラムラタムラ、茂出木浩司(たいめいけん) |      |
| 6月28日 | 【祝！10万人突破記念！】３ヶ月ぶりの卓志ぃぃ配信！【ニンジャラ初プレイ！】                                                       | ニンジャラ             | 日比野芽奈、ムラムラタムラ、茂出木浩司(たいめいけん) |      |

## 関連番組
- 有吉ぃぃeeeee!そうだ!今からお前んチでゲームしない?